# موسی دیالو
موسی دیالو (انگلیسی: Moussa Diallo؛ زادهٔ ۲۷ ژانویهٔ ۱۹۹۷) بازیکن فوتبال اهل فرانسه است.
از باشگاه‌هایی که در آن بازی کرده‌است می‌توان به باشگاه فوتبال اوسر اشاره کرد.